# Axel Leijonhufvud
Axel Leijonhufvud est un économiste suédois né le 6 septembre 1933 à Stockholm et mort le 2 mai 2022, appartenant au courant néokeynésien[réf. souhaitée].
Il a la particularité de rejoindre l'approche de l'école autrichienne d'économie (Ludwig von Mises, Friedrich Hayek, Roger Garrison) en admettant que le manque de coordination dans une économie est due à la monnaie dont la pénétration dans l'économie est directement reliée au taux d'intérêt.

## Ouvrages
- On Keynesian Economics and the Economics of Keynes, 1968, New York, Oxford University Press
- Effective Demand Failures, 1973, Swedish Journal of Economics 75 (mars 1973) : p. 27-48
- Information and Co-ordination, dir., 1981, New York : Oxford University press
- What would Keynes have thought about rational expectations, 1984, in Worswick, D. & Trevithick, J. (eds.) Keynes and the Modern World. Cambridge : Cambridge university press
- Inflation and Economic Performance, 1984, in Money in Crisis: the Federal Reserve, the Economy, and Monetary Reform. p. 19-36. Éd. Barry N. Siegel. Cambridge, MA : Ballinger Publishing Co.
- Constitutional Constraints on the Monetary Powers of Government, 1984, in Constitutional Economics, Containing the Economic Powers of Government, chap. 5., Richard B. McKenzie dir., Lexington, Mass. : Lexington Books, D.C. Heath and Go.
- Capitalism and the Factory System, 1986, in Richard Langlois, ed., Economic as a Process: Essays in the New Institutional Economics, Cambridge University Press
- Information costs and the division of labour, 1989, International Social Science Journal 120
- The Wicksellian Heritage, 1997, Economic Notes, 26 (1), p. 1-10
- Three Items for the Macroeconomic Agenda, 1998, Kyklos, 51(2), p. 197-218